# Jules Greenbaum
Jules Greenbaum (* 15. Januar 1867 in Berlin; † 1. November 1924 ebenda; gebürtig Julius Wilhelm Grünbaum) war ein deutscher Filmproduzent und Pionier des deutschen Films.

## Leben und Wirken
Grünbaum absolvierte eine Lehre in einem Textilgeschäft am Molkenmarkt in seiner Heimatstadt Berlin und heiratete um 1887 Emma Henriette Kerstein (1868–1938). Mit ihr wanderte er nach Amerika aus. Er lebte mit seiner Ehefrau Emma dann in den USA, wo in Chicago am 11. Januar 1889 sein erster Sohn George geboren wurde. 1895 kehrte er nach Berlin zurück und wurde dort am 3. März 1896 Vater seines zweiten Sohnes Max. Beide Söhne betätigten sich später als Kameraleute, Max wurde als Mutz Greenbaum ein bedeutender Kameramann beim deutschen und anschließend als Max Greene beim britischen Film.
Jules Greenbaum eröffnete 1897 ein Geschäft und vertrieb ausländische Filme. Er begann auch selbst zu produzieren. Dazu holte er den Kameramann Georg Furkel, den er in Amsterdam kennengelernt hatte, zu sich in sein Unternehmen. Der Film einer Frühjahrsparade im Jahr 1899 mit Kaiser Wilhelm II. war sein Erstling, dem zahlreiche weitere Dokumentationen folgten. Neben Oskar Messter wurde Greenbaum der wichtigste deutsche Filmproduzent in der Zeit nach der Jahrhundertwende.
Im Juni 1902 gründete er mit seinem Bruder Max Grünbaum die Deutsche Bioscope GmbH für den Vertrieb von Kinematographen. In Wien war Greenbaum an der Gründung der Filmzeitschrift Das Kino-Journal beteiligt, die am 15. September 1902 das erste Mal erschien.
Häufig ließ er Stapelläufe und Flottenparaden in Wilhelmshaven und Danzig aufnehmen. 1907 entstanden Berichte aus den deutschen Kolonialgebieten in Afrika. 1908 nannte er seine Firma in Bioscope-Theater GmbH um, die er bis 1914 betrieb. Greenbaum eröffnete 1906 in der Friedrichstraße 10 mit den Vitascope-Lichtspielen sein erstes Kino. 1907 gründete er die Vitascope Theater Betriebs-GmbH, die 1909 in Deutsche Vitascope GmbH umbenannt wurde und ab Oktober 1910 als Vitascope GmbH firmierte. Als weitere Neugründung entstand im Februar 1908 die Deutsche Bioscop GmbH. Zweck des Unternehmens war laut Handelsregistereintrag die „Herstellung und der Verkauf von Projektionsapparaten, Apparaten zum Synchronisieren von Kinematograph und Phonograph, Kino-Films und Zubehörteilen für Kinematographie sowie die Beteiligung an Unternehmungen, welche mit dem Zweck der Gesellschaft in Beziehung stehen“.
1910 ließ er unter der Regie von Viggo Larsen mit Arsène Lupin contra Sherlock Holmes seinen ersten Spielfilm drehen. Zu seinem Repertoire gehörten Detektiv-, Sensations-, Abenteuerfilme und Western, mehrmals mit Albert Bassermann als Hauptdarsteller. 1913 begann der Bau eines Doppel-Ateliers in Weißensee mit dem damals größten Kopierwerk Deutschlands.
Im Januar 1914 fusionierte Greenbaums Firma mit der Filmfirma PAGU. Die Brüder Jules Greenbaum und Max Grünbaum traten als Prokuristen in die neue Großfirma ein. Durch Beschluss der Generalversammlung vom 27. Juni 1914 wurde Jules Greenbaum Vorstandsmitglied der Aktiengesellschaft. Im Mai gründete Greenbaum die Fantasia Film GmbH (1914–1921). Das Vitascope-Atelier wurde im Juli an Pathé Frères verkauft, nach Kriegsausbruch aber beschlagnahmt und Greenbaum zurückgegeben. Im November beendete Greenbaum die Zusammenarbeit mit der PAGU und gründete im Januar 1915 die Greenbaum-Film GmbH. 1916 schloss Greenbaum erneut mit Bassermann einen Vertrag, der bis 1920 in 17 Greenbaum-Produktionen mitwirkte.
1922 begann ein Rechtsstreit zwischen der Auslandsabteilung der UFA und der Greenbaum-Film GmbH, der 1924 eingestellt wurde. Greenbaum selbst war zu dieser Zeit bereits schwer erkrankt. Er wurde nach seinem Tod auf dem jüdischen Friedhof Berlin-Weißensee bestattet. Die Greenbaum-Film bestand noch bis 1933.

## Produktionen (Auswahl)
- 1910: Arsène Lupin contra Sherlock Holmes
- 1910: Es wär’ so schön gewesen
- 1911: Die weiße Sklavin, 3. Teil
- 1911: Der Sieg des Hosenrocks
- 1912: Die Papierspur
- 1913: Der Andere
- 1913: Das silberne Kreuz
- 1913: Menschen und Masken
- 1913: Die Berliner Range
- 1913: Die blaue Maus
- 1913: Die blaue Maus, 2. Teil
- 1913: Endlich allein
- 1913: Frau Hanni
- 1913: Das Recht auf Glück
- 1913: Der letzte Tag
- 1913: Wo ist Coletti?
- 1913: Das goldene Bett
- 1913: Seelenadel
- 1913: Die Tango-Königin
- 1914: Die braune Bestie
- 1914: Die Millionenmine
- 1914: Ein seltsamer Fall
- 1914: Ivan Koschula
- 1914: Nelly
- 1914: Die Welt ohne Männer
- 1914: Die Perle
- 1914: Hans und Hanni
- 1914: Die Toten leben
- 1914: Der Hund von Baskerville
- 1915: Lache, Bajazzo!
- 1915: Abgründe
- 1915: Hampels Abenteuer
- 1915: Das Laster
- 1915: Schlemihl
- 1915: Der Erbförster
- 1915: Marionetten
- 1915: Dämon und Mensch
- 1915: Die bösen Buben
- 1915: Eine Lausbubengeschichte
- 1915: Teufelchen
- 1915: Der Fund im Neubau
- 1916: Das Wiegenlied
- 1916: Das Phantom der Oper
- 1916: Schloss Phantom
- 1916: Fritzis toller Einfall
- 1916: Der Sumpf
- 1916: Diebe – und Liebe
- 1916: Das Geständnis der grünen Maske
- 1916: Der Fakir im Frack
- 1916: Elses letzter Hauslehrer
- 1916: Ramara
- 1916: Komtess Else
- 1917: Else und ihr Vetter
- 1917: Der Erbe von Het Steen
- 1917: Das Nachtgespräch
- 1917: Zimmer Nummer sieben
- 1917: Am Hochzeitsabend
- 1917: Die schwarze Loo
- 1917: Ein Tropfen Gift
- 1917: Du sollst keine anderen Götter haben
- 1917: Herr und Diener
- 1917: Der eiserne Wille
- 1917: Ein scharfer Schuss
- 1917: Die Nichte des Herzogs
- 1918: Dr. Schotte
- 1918: Das Tagebuch des Apothekers Warren
- 1919: Der letzte Zeuge
- 1920: Der Mann im Nebel
- 1920: Die Söhne des Grafen Dossy
- 1920: Masken